# Jiří Hanibal (malíř)
Jiří Hanibal (* 1964, Praha) je český malíř a filmový architekt.

## Biografie
Jiří Hanibal se narodil v roce 1964 v Praze v rodině režiséra Jiřího Hanibala. V roce 1979 začal studiem na Střední keramické škole v Bechyni, odkud v roce 1981 přešel na Střední odbornou školu výtvarnou na Hollarově náměstí v Praze, kde v roce 1984 maturoval. Po neúspěšných zkouškách na DAMU, obor scénografie, pracoval jako asistent architekta ve Filmovém studiu Barrandov.
V roce 1987 byl přijat na Akademii výtvarných umění do ateliéru profesora Radomíra Koláře. Po diplomové práci u profesora Jiřího Sopka v roce 1991 pracoval znovu u filmu a ve stejném roce odjel na stipendium do Francie; École des Beaux Arts v Marseille, poté École des Beaux Arts v Toulouse a získal diplom na École Nationale Supérieure des Beaux-Arts v Paříži. Po dvouletém pobytu v Toulouse, kde vystavoval obrazy v galerii Stockart, se přestěhoval do Paříže, a pokračoval v práci filmového architekta (např. Commissaire Maigret[zdroj⁠?!]), jakož i ve své výtvarné tvorbě a různých, jak kolektivních, tak samostatných výstavách. Díky zastoupení v Městské sbírce města Paříže získal ateliér, ve kterém žije se svojí ženou a dvěma dětmi. Dělí svoji aktivitu mezi práci filmového architekta a malířskou tvorbu.